# The Unforgettable Fire (U2)
Voor de gelijknamige single, zie The Unforgettable Fire (single)
The Unforgettable Fire is het vierde studioalbum van de Ierse rockband U2, uitgebracht in oktober 1984. De groep wilde een andere muzikale richting na de wat hardere rock van hun vorig album War uit 1983. Om dit doel te bereiken huurde de band Brian Eno en Daniel Lanois in als producers en om een meer ambient en abstracte sound te creëren. De resulterende stijlverandering was de tot dan toe grootste voor de band.
De opnames begonnen in mei 1984 in Slane Castle waar de bandleden ook een tijdje woonden, en eindigden in augustus 1984 in de Windmill Lane Studios.
Op de hoes staat een afbeelding van Moydrum Castle.

## Tracklist
1. A Sort of Homecoming – 5:28
2. Pride (In The Name Of Love) – 3:48
3. Wire – 4:19
4. The Unforgettable Fire – 4:55
5. Promenade – 2:35
6. 4th of July – 2:12
7. Bad – 6:09
8. Indian Summer Sky – 4:17
9. Elvis Presley and America – 6:23
10. MLK – 2:31

## Bezetting
- Bono - zang
- The Edge - gitaar, keyboard, zang
- Adam Clayton - basgitaar
- Larry Mullen jr. - drums

Extra:
- Brian Eno - zang, verschillende instrumenten
- Daniel Lanois - zang, verschillende instrumenten

## Heruitgave
In oktober 2009 werd een heruitgave van het album op de markt gebracht, omdat het dat jaar 25 jaar geleden was dat het album verscheen. De jubileumuitgave bevat extra nummers die in 1984 zijn opgenomen, maar het album destijds niet gehaald hebben: "Disappearing Act" en "Yoshino Blossom".
The Edge was de producer van de heruitgave, die in vier edities verscheen, waaronder een vinylversie.
Bono · The Edge · Adam Clayton · Larry Mullen jr.